# Dean Macey
Dean Macey (* 12. prosince 1977 Rochford) je bývalý britský atlet, vícebojař.
V letech 1995 až 2008 profesionálně závodil v desetiboji. Jeho největším úspěchem je stříbrná medaile v této disciplíně z Mistrovství světa v atletice v Seville (1999) a bronzová z Mistrovství světa v atletice 2001 v Edmontonu. Zvítězil také na Hrách Commonwealthu v australském Melbourne roku 2006. Jeho osobním rekordem v desetiboji je výkon 8603 bodů z roku 2001. Macey byl v kariéře často porážen dvěma českými desetibojaři, Tomášem Dvořákem a Romanem Šebrlem. Po ukončení atletické kariéry z důvodu vleklých zranění se věnoval profesionálně jízdě na bobech (dodnes také komentuje tuto disciplínu pro některé sportovní kanály). Vyzkoušel také televizní show typu Total Wipeout, kde dokonce vytvořil rekord v rychlosti překonání kvalifikační dráhy časem 0:56 min.

## Osobní rekordy
- Desetiboj - 8603 bodů (Edmonton, 2001)